# K-os
k-os (Kevin Brereton) kanadensisk musiker, född 20 februari 1972 i Port of Spain, Trinidad och Tobago.
k-os är känd för sin speciella musik som är en mix av hiphop, rap rock, pop, jazz och reggae. Han har bland annat vunnit tre Juno Awards. Hans artistnamn k-os uttalas chaos.

## Diskografi
- 2003 - Exit
- 2004 - Joyful Rebellion
- 2006 - Atlantis: Hymns for Disco
- 2009 - Yes!
- 2013 - BLack on BLonde